# Thomas Battersby
Thomas Sydney Battersby (ur. 18 listopada 1887 w Platt Bridge, zm. 3 września 1974 w Sydney) – angielski pływak reprezentujący Wielką Brytanię, medalista igrzysk olimpijskich.
Battersby reprezentował kraj na igrzyskach olimpijskich dwukrotnie. 
Podczas IV Letnich Igrzysk Olimpijskich w 1908 roku rozgrywanych w Londynie reprezentował kraj w dwóch konkurencjach. Na 400 metrów stylem dowolnym dotarł do półfinału, zaś na dystansie 1500 metrów stylem dowolnym Battersby wywalczył tytuł wicemistrza olimpijskiego z czasem 22:51,2.
Podczas V Letnich Igrzysk Olimpijskich w 1912 roku rozgrywanych w Sztokholmie reprezentował kraj w trzech konkurencjach. Na 400 metrów stylem dowolnym odpadł w fazie półfinałowej, podobnie jak na dystansie 1500 metrów stylem dowolnym. W sztafecie 4 × 200 metrów stylem dowolnym płynął na drugiej zmianie i wraz z drużyną wywalczył brąz.
Battersby reprezentował barwy klubu Wigan SC.